# Dimorfismo fúngico
El dimorfismo fúngico o dimorfismo en hongos es el fenómeno por el cual un hongo puede tener un estado de levadura y un estado de moho (filamentoso) durante la etapa de su vida. Un hongo dimórfico suele proliferar a manera de levaduras o grandes estructuras esféricas en los tejidos, pero asumen formas filamentosas o moho a temperatura ambiente en el entorno. Dentro de este grupo están los microorganismos que causan la blastomicosis, esporotricosis, coccidiomicosis, paracoccidiomicosis e histoplasmosis. Específicamente el término "hongo dimórfico" se usa para los hongos que pueden crecer como células de levadura y filamentosas, sin embargo, muchos de estos hongos dimórficos en realidad pueden crecer en más de estas dos formas. El dimorfismo fúngico se da comúnmente en los hongos microscópicos clasificados como basidiomicetos o ascomicetos.
Los hongos pueden presentarlo en función de:
- Temperatura. Como Penicillium marneffei, que en el mismo medio, pero a temperatura diferente cambia de forma (de 25 a 28 °C es filamentoso y de 35 a 37, levaduriforme.
- Temperatura y nutrientes. Es una mezcla de los dos anteriores. Entre ellos encontramos a Sporothrix schenckii, Histoplasma capsulatum, Paracoccidioides brasiliensis, Blastomyces dermatitidis